# Ray Delvert
Pour les articles homonymes, voir Delvert.
Raymond Delvert dit Ray Delvert est un photographe né à Paris le 9 juin 1914 et mort à Villeneuve-sur-Lot le 10 janvier 1992. Il est un pionnier de la photographie aérienne paysagère.

## Biographie
Raymond Delvert quitte l'école très tôt pour devenir apprenti chez le photographe Joseph Lacroix, lui-même élève de Louis Ducos du Hauron, inventeur de la trichromie. Il travaille ensuite chez André Puytorac à Bordeaux avant de rejoindre comme photographe en 1943 l'entreprise de BTP Boussiron repliée à Villeneuve-sur-Lot. Dans les années 1950, il développe son propre atelier.
Passionné d'aviation, il convainc Kodak en 1946 de mettre un avion à sa disposition pour faire des essais de films aériens couleurs. Quelque temps après, Combier, alors le plus gros éditeur français de cartes postales, lui signe un contrat. Il réalise pour le CNRS le relevé « en vraies couleurs » de la Grotte de Lascaux avant sa fermeture au public. Il prend des vues d’avion du paysage français pour l’Atlas aérien de la France (Gallimard),. Il publie également une série de photos du Maghreb.
Il met au point en 1958 l’appareil permettant d’identifier les chevaux gagnants sur la ligne d’arrivée, le « photo-finish », qui équipe depuis la plupart des champs de courses.
Engagé dans la vie locale, il concourt à la création de l'aéro-club de Rogé à Villeneuve-sur-Lot, et à celle du syndicat d'initiative.
Ses archives concernant l'architecture sont déposées au centre d'archives de l'Institut français d'architecture en 1992. Une grande partie est versée dans les archives de la municipalité de Villeneuve-sur-Lot et transférée au musée de Gajac.

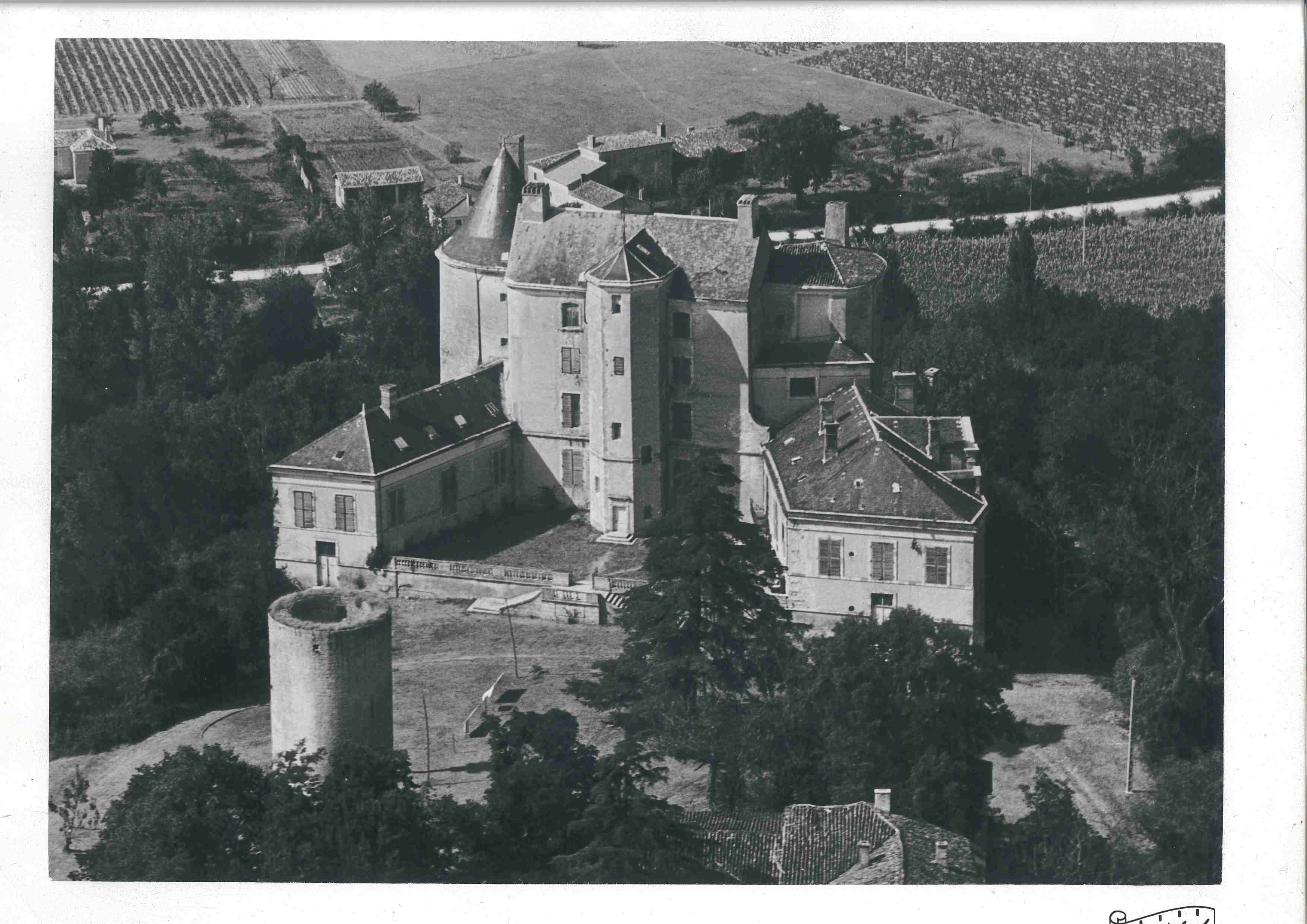
Château de Buzet-sur-Baïse.
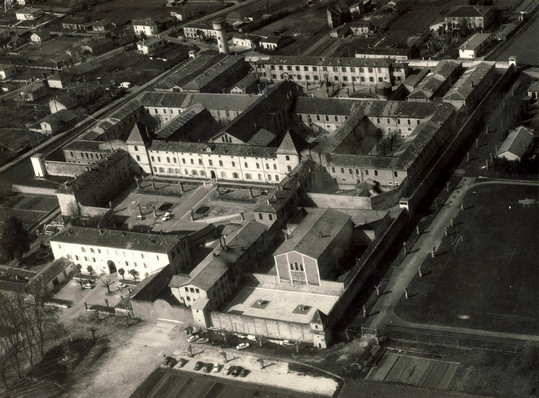
Centrale d'Eysses.

## Distinctions
- Il obtient en 1953 le prix mondial de l’affiche pour une vue du Mont-Saint-Michel. Il a également obtenu 18 médailles d'or de l'affiche.
- Médaille d'or de l'artisanat.
- Chevalier de l'ordre des Arts et des Lettres
- Une rue de Villeneuve-sur-Lot porte son nom.

## Publications
- Henri Bardon et Ray Delvert, Aéro-pédagogie. L'enseignement par les vues aériennes, Éditions villeneuvoises, 1957
- François Glory et Ray Delvert, Lascaux : Versailles de la préhistoire, Jaclemoues, 1971
- Alain Lauret, Raymond Malebranche, Gilles Séraphin, Jean-Louis Nespoulous et Ray Delvert, Bastides : villes nouvelles du Moyen Age, Milan, 1988
- Christian Bernad, Guy Cavagnac et Ray Delvert, Le Lot, Privat, 1990 (ISBN 9782708995024)
- Charles Richard et Ray Delvert, Connaître le Quercy, Ed. Sud-Ouest, 1991 (ISBN 9782879010106)
- Jacques Dubourg et Ray Delvert, Connaître les Bastides du Lot-et-Garonne, Ed. Sud-Ouest, 1991 (ISBN 9782879010229)
- Ray Delvert et B. Kayser, « Les transformations des paysages agraires dans la Piège et le Haut-Armagnac », Revue géographique des Pyrénées et du Sud-Ouest, vol. tome 50 - fascicule 2,‎ 1979, p. 315-330 (lire en ligne)
- Jean-Paul Charrié et Ray Delvert, Connaître le Lot-et-Garonne, Ed. Sud-Ouest, 2000 (ISBN 9782905983596)
- Ray Delvert et Guy Di Meglio, L'Algérie au cœur vue du ciel en 1951, Gisserot, 2002 (ISBN 2-87747-589-1)
- Brigitte Delluc, Gilles Delluc et Ray Delvert, Connaître Lascaux, Ed. Sud-Ouest, 2006 (ISBN 9782879017051)